# اگریوم
اگریوم (به انگلیسی: Agrium) شرکت صنایع شیمیایی کانادایی است، که در زمینه ارائه محصولات مورد نیاز کشاورزی و تولید مواد شیمیایی، همچنین تولید و عرضه انواع کودهای بر پایه نیتروژن، فسفات، پتاس و سولفور فعالیت می‌کند.
شرکت اگریوم در سال ۱۹۳۱ تأسیس شد. دفتر مرکزی این شرکت در شهر کلگری، آلبرتا قرار دارد و دفتر بین‌المللی آن نیز در شهر دنور، کلرادو مستقر می‌باشد. بخشی از سهام آن در بازارهای بورس تورنتو و بورس نیویورک معامله می‌شود.